# 布爾季 (切梅里夫齊區)
48°49′15″N 26°17′38″E / 48.82083°N 26.29389°E
布爾季（烏克蘭語：Бурти），是烏克蘭西部的村莊，隸屬赫梅利尼茨基州的卡緬涅茨-波多利斯基區。該村面積0.21平方公里，海拔高度263米，2001年人口89，人口密度每平方公里419.8人。